# 中原歩
中原 歩（なかはら あゆみ、1982年5月7日 - ）は、日本の女性ファッションモデル、ヨーガインストラクター。
東京都出身。所属事務所はNanon management Inc.。

## 来歴・人物
1995年、「mcSister」の最年少モデルとしてデビュー。
当時はスプラッシュ (芸能事務所)に所属していた。

## 出演

### 雑誌
- mcSister
- MORE
- LEE
- InRed
- BAILA
- FYITTE
- Saita
- ESSE
- yoga JOURNAL
- Yogini

### 書籍、DVD
- 「やせる言葉」BLUE LOTUS PUBLISHING
- ナチュラルボディヨガ
- おうちヨガ

### CM
- 日本生命「田中賢介・女性の力になる篇」
- 花王バブ「夏の炭酸入浴篇」「エキゾチックスパ篇」
- 大塚製薬
- 京都きもの友禅
- SONY
- 丸井
- DAEWOO建設(韓国)
- NOVITA(韓国)

### スチール
- ウェルコンフォ「Chacott」イメージモデル(2010年3月〜)
- 誉「スリムセラ」
- KDDI
- 花王
- 日本リーバ
- 髙島屋
- コカコーラ
- 日本ロレアル
- トヨタ
- NTTドコモ
- 京王百貨店
- TRINITYNOTE
- Will
- 京急Wing

### TV
- 「小都たび」スカパー
- 「LEE Style」BS-TBS

### ショー、イベント
- シンイチロウアラカワ
- 翡翠
- ジョイフル恵利
- LUMINE
- JFW
- Naoki
- ヨガフェスタ